# Vaxholm
Vaxholm este un oraș în Suedia.

## Demografie
| \| Evoluția demografică a zonei urbane Vaxholm, 1970–2015 \| Evoluția demografică a zonei urbane Vaxholm, 1970–2015 \| Evoluția demografică a zonei urbane Vaxholm, 1970–2015 \| Evoluția demografică a zonei urbane Vaxholm, 1970–2015 \| Evoluția demografică a zonei urbane Vaxholm, 1970–2015 \| \| --------------------------------------------------------------------------------------- \| ------------------------------------------------------ \| ------------------------------------------------------ \| ------------------------------------------------------ \| ------------------------------------------------------ \| \| An \| \| \| Locuitori \| \| \| 1970 \| 1970 \| \| 3.829 \| 3.829 \| \| 1975 \| 1975 \| \| 3.744 \| 3.744 \| \| 1980 \| 1980 \| \| 3.711 \| 3.711 \| \| 1990 \| 1990 \| \| 4.063 \| 4.063 \| \| 1995 \| 1995 \| \| 4.733 \| 4.733 \| \| 2000 \| 2000 \| \| 4.887 \| 4.887 \| \| 2005 \| 2005 \| \| 4.817 \| 4.817 \| \| 2010 \| 2010 \| \| 4.857 \| 4.857 \| \| 2015 \| 2015 \| \| 4.849 \| 4.849 \| \| Sursa: SCB - Statistika Centralbyrån, Folkmängden per tätort. Vart femte år 1960 - 2016 \| \| \| \| \| |      |  |           |       |
| Evoluția demografică a zonei urbane Vaxholm, 1970–2015 |      |  |           |       |
| An |      |  | Locuitori |       |
| 1970 | 1970 |  | 3.829     | 3.829 |
| 1975 | 1975 |  | 3.744     | 3.744 |
| 1980 | 1980 |  | 3.711     | 3.711 |
| 1990 | 1990 |  | 4.063     | 4.063 |
| 1995 | 1995 |  | 4.733     | 4.733 |
| 2000 | 2000 |  | 4.887     | 4.887 |
| 2005 | 2005 |  | 4.817     | 4.817 |
| 2010 | 2010 |  | 4.857     | 4.857 |
| 2015 | 2015 |  | 4.849     | 4.849 |
| Sursa: SCB - Statistika Centralbyrån, Folkmängden per tätort. Vart femte år 1960 - 2016 |      |  |           |       |